# Vossia
Vossia je monotipski biljni rod čiji je jedini predstavnik V. cuspidata, trajnica iz porodice trava raširena po tropskoj Africi i u Aziji od Assama do Indokine. Dio je podtribusa Rhytachninae.
Po životnom obliku može biti helofit i hemikriptofit.

## Sinonimi
- Ischaemum cuspidatum Roxb.
- Ischaemum ensiforme Buch.-Ham. ex Wall.
- Vossia procera Wall. & Griff.